# Neodorcadion fallax
Neodorcadion fallax är en skalbaggsart som först beskrevs av Ernst Gustav Kraatz 1873.  Neodorcadion fallax ingår i släktet Neodorcadion och familjen långhorningar. Inga underarter finns listade i Catalogue of Life.